# Verktygsmakare
Verktygsmakare, även verktygstekniker, är en fackman som tillverkar industriella verktyg, vanligen olika formverktyg för plast- eller metallprodukter, eller verktyg för exempelvis klippning och bockning. För tillverkningen av verktyg används många olika verktygsmaskiner och -tekniker, såsom fräsning, svarvning och svetsning. I många fall skapas en ritning i digitalt format, och tillverkningen sker med CNC-maskiner. 
För att bli verktygsmakare kan man i Sverige gå den treåriga gymnasieutbildningen Industritekniska programmet. Som utbildad verktygsmakare kan man även arbeta som CNC-operatör, produktutvecklare eller prototyptillverkare. 